# Аба (річка, Росія)
А́ба (з шорської мови — батько) — річка в Росії, Кемеровська область, ліва притока річки Том.
Річка починається в селі Черкасове, впадає в Том біля міста Новокузнецьк. Протікає по степовій місцевості. В басейні знаходяться великі поклади кам'яного вугілля: родовища Аралічевське, Кисельовське та Прокоп'євське.